# 1992年岡比亞大選
甘比亞於1992年4月29日舉行大選。2月14日宣布選舉日期，三天後解散甘比亞國民議會。儘管甘比亞總統達烏達·賈瓦拉已於1991年12月宣布退休，但他後來改變了主意，再次競選甘比亞總統。總統選舉及國民議會選舉結果均由執政的人民進步黨獲勝，達烏達·賈瓦拉以58.5%的得票率繼續擔任總統。選民投票率約為55.8%。

## 選舉活動
共有130名候選人角逐36個國民議會席位，儘管人民進步黨是唯一一個每個席位都有派出一名候選人的政黨。 反對黨批評甘比亞政府腐敗和對甘比亞的經濟管理不善，而人民進步黨則承諾將促進旅遊業並支持花生種植者。